# Duliajan Oil Town
Duliajan Oil Town è una città dell'India di 21.707 abitanti, situata nel distretto di Dibrugarh, nello stato federato dell'Assam. In base al numero di abitanti la città rientra nella classe III (da 20.000 a 49.999 persone).

## Società

### Evoluzione demografica
Al censimento del 2001 la popolazione di Duliajan Oil Town assommava a 21.707 persone, delle quali 11.477 maschi e 10.230 femmine. I bambini di età inferiore o uguale ai sei anni assommavano a 2.215, dei quali 1.123 maschi e 1.092 femmine. Infine, coloro che erano in grado di saper almeno leggere e scrivere erano 18.132, dei quali 9.963 maschi e 8.169 femmine.